# Ella Vogelaar
Catharina Pieternella (Ella) Vogelaar (ur. 23 grudnia 1949 w Steenbergen, zm. 7 października 2019 w Utrechcie) – holenderska działaczka związkowa i polityk, w latach 2007–2008 minister ds. mieszkalnictwa, wspólnot i integracji.

## Życiorys
Absolwentka Sociale Academie „De Horst” w Driebergen, później studiowała nauki o edukacji na Uniwersytecie Amsterdamskim. W czasach studenckich działała w Komunistycznej Partii Holandii, następnie dołączyła do Partii Pracy (PvdA). Pracowała w edukacji i branżowych związkach zawodowych. Była przewodniczącą organizacji związkowej ABOP (1988–1994) i wiceprzewodniczącą centrali związkowej Federatie Nederlandse Vakbeweging (1994–1997). Następnie była menedżerem projektów w resorcie spraw społecznych, a od 2000 prowadziła własną działalność w branży doradczej.
W lutym 2007 z rekomendacji PvdA objęła urząd ministra ds. mieszkalnictwa, wspólnot i integracji w czwartym rządzie Jana Petera Balkenende. Była krytykowana m.in. za słabe występy w mediach, tracąc w konsekwencji poparcie swojego ugrupowania. W listopadzie 2008 podała się do dymisji, która została przyjęta. Powróciła następnie do wykonywania zawodu konsultanta.